# ألف ماثيوز
ألف ماثيوز (بالإنجليزية: Alf Matthews)‏ (28 أبريل 1901 ببرستل في المملكة المتحدة - 1 يناير 1979) هو لاعب كرة قدم بريطاني (وحمل سابقاً جنسية المملكة المتحدة لبريطانيا العظمى وأيرلندا) في مركز جناح ‏. لعب مع كريستال بالاس ونادي بريستول سيتي ونادي بليموث أرجايل ونادي دونكاستر روفرز ونادي إكزتر سيتي.